# Hugh L. Nichols

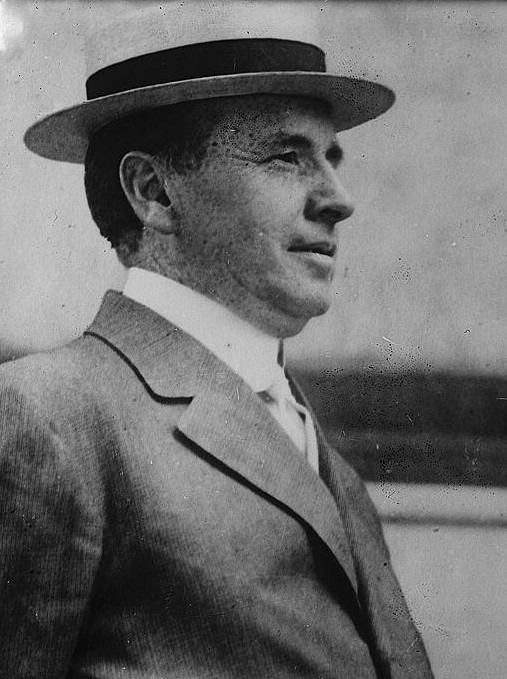
Hugh L. Nichols

Hugh Llewellyn Nichols (* 25. März 1865 in New Richmond, Clermont County, Ohio; † 29. Dezember 1942 in Cincinnati, Ohio) war ein US-amerikanischer Jurist und Politiker. Zwischen 1911 und 1913 war er Vizegouverneur des Bundesstaates Ohio.

## Werdegang
Hugh Nichols besuchte die öffentlichen Schulen seiner Heimat und in Batavia. Danach studierte er an der Ohio Wesleyan University. Nach einem anschließenden Jurastudium an der Cincinnati Law School und seiner 1886 erfolgten Zulassung als Rechtsanwalt begann er in diesem Beruf zu arbeiten. Gleichzeitig schlug er als Mitglied der Demokratischen Partei eine politische Laufbahn ein. Zwischen 1898 und 1899 saß er im Senat von Ohio; in den Jahren 1912 und 1940 nahm er als Delegierter an den jeweiligen Democratic National Conventions teil, auf denen Woodrow Wilson und später Franklin D. Roosevelt als Präsidentschaftskandidaten nominiert wurden.
Nach dem Rücktritt von Vizegouverneur Atlee Pomerene, der in den US-Senat wechselte, wurde Nichols von Gouverneur Judson Harmon zu dessen Nachfolger im zweithöchsten Staatsamt ernannt. Dieses bekleidete er zwischen dem 3. März 1911 und dem 13. Januar 1913. Dabei war er Stellvertreter des Gouverneurs und Vorsitzender des Staatssenats. Von 1913 bis 1920 war Nichols als Chief Justice Vorsitzender Richter am Supreme Court of Ohio. Danach gründete er die in Cincinnati ansässige Anwaltskanzlei Nichols, Wood, Marx and Ginter, als deren Seniorpartner er bis zu seinem Tod tätig war. 1922 war er auch Vorsitzender der Grant Memorial Centenary Association, die die Feierlichkeiten zum 100. Geburtstag von Präsident Ulysses S. Grant organisierte.  Er starb am 29. Dezember 1942 in Cincinnati.